# Yunis Hüseynov
Yunis Hüseynov   (Gandja, 1 de febrer de 1965) és un exfutbolista azerbaidjanès de la dècada de 1990 i entrenador.
Fou 34 cops internacional amb la selecció de l'Azerbaidjan. Pel que fa a clubs, defensà els colors de Neftchi Baku i Kapaz.